# Robert Wahlberg
Robert George „Bob” Wahlberg (ur. 18 grudnia 1967 w Dorchester) – amerykański aktor filmowy. Jest starszym bratem Donalda i Marka Wahlbergów.

## Życiorys
Urodził się w Dorchester, dzielnicy Bostonu, w stanie Massachusetts. Jego matka Alma Elaine (z domu Donnelly) była urzędniczką bankową i pomocą pielęgniarską i była spokrewniona z pisarzem Nathanielem Hawthorne, natomiast ojciec Donald Edmond Wahlberg, Sr. był kierowcą dostawcą. Wychowywał się z pięcioma braćmi: Arthurem, Jamesem, Paulem, Donaldem (ur. 17 sierpnia 1969) i Markiem (ur. 5 czerwca 1971) oraz trzema siostrami: Tracey, Michelle i Debbie (zm. 2003). Jego ojciec był pochodzenia szwedzkiego i irlandzkiego, natomiast matka – irlandzkiego, francusko-kanadyjskiego i angielskiego.
W 1982 roku, gdy miał piętnaście lat, jego rodzice rozwiedli się; po rozwodzie został z matką.
W 1998 zadebiutował na ekranie w dramacie Powrót do Bostonu (Southie) z Rose McGowan, Amandą Peet i Johnem Sheą. Zagrał potem m.in. w dramacie Orphan (2001). Był producentem seriali: Boston Metal (2012), Boston’s Finest (2013) i Wahlburgowie (Wahlburgers, 2014-2016).

## Filmografia
- 1998: Powrót do Bostonu (Southie) jako Davey Quinn
- 2000: The Exchange jako Lee Naldoff
- 2001: Orphan jako Timmy Cummings
- 2001: Sceny zbrodni (Scenes of the Crime) jako Arnon
- 2002: Mila księżycowego światła (Moonlight Mile) jako Pinky
- 2003: Rzeka tajemnic (Mystic River) jako Kevin Savage
- 2006: Infiltracja (The Departed) jako agent FBI Lazio
- 2007: On Broadway jako Kevin Sheehan
- 2007: Gdzie jesteś, Amando? (Gone Baby Gone) jako przesłuchujący oficer
- 2009: Don McKay jako Alfred
- 2012: Kontrabanda (Contraband) jako John Bryce
- 2014: Bez litości (The Equalizer) jako detektyw Harris